# Lycosa narbonensis
Lycosa narbonensis är en spindelart som beskrevs av Charles Athanase Walckenaer 1806. Lycosa narbonensis ingår i släktet Lycosa och familjen vargspindlar. Utöver nominatformen finns också underarten L. n. cisalpina.